# Semiothisa concinnaria
Semiothisa concinnaria là một loài bướm đêm trong họ Geometridae.